# 大阪府立淀川工業専門学校 (旧制)
| 大阪府立淀川工業専門学校 （淀川工専） | 大阪府立淀川工業専門学校 （淀川工専） |
| ------------------------------------- | ------------------------------------- |
| 創立                                  | 1944年                                |
| 所在地                                | 大阪市旭区                            |
| 初代校長                              | 高岡正治                              |
| 廃止                                  | 1951年                                |
| 後身校                                | 大阪府立浪速大学 （現 大阪府立大学）  |
| 同窓会                                | 大阪府立大学 工学部同窓会             |

大阪府立淀川工業専門学校（おおさかふりつよどがわこうぎょうせんもんがっこう）は、1944年（昭和19年）に設立された公立の旧制専門学校。略称は淀川工専。創立時の名称は大阪府立淀川高等工業学校。

## 概要
第二次世界大戦下における工業技術者確保のために、国策に合わせて増設された高等工業学校の一つ。大阪府立淀川高等工業学校創立時には、機械科・電気科の 2科を設置した。
第二次世界大戦直後に大阪府立淀川工業専門学校と改称された 。一時期は大阪府立電機工業専門学校とも称した。
新制大阪府立浪速大学工学部別科（後の大阪府立大学工業短期大学部第二部）の前身である。 同窓会は「大阪府立大学工学部同窓会」と称し、新制大学卒業者と合同の会である。

## 沿革

### 大阪府立淀川高等工業学校時代
- 1944年2月26日： 専門学校令により大阪府立淀川高等工業学校を設立。
  - 既存の工業学校 （大阪府立淀川工業学校、現大阪府立淀川工科高等学校） に併設された。
- 1944年4月23日： 開校式・第1回入学式。
  - 本科 （修業年限3年） に機械科、電気科を設置。

### 大阪府立淀川工業専門学校時代
- 1946年3月31日： 大阪府立淀川工業専門学校と改称。
- 1946年6月5日： 大阪府立電機工業専門学校と改称。
- 1946年11月30日： 大阪府立淀川工業専門学校と改称。
- 1947年3月： 第1回卒業。
- 1949年4月： 新制大阪府立浪速大学発足。
  - 淀川工専は官立大阪工専や他の府立工専と共に、工学部の母体となった。
  - 旧淀川工専の校地には、1950年に浪速大学短期大学部第二部 （夜間部、3年制） が設置された。後身の大阪府立大学工業短期大学部に関しては、同項記事を参照のこと。
- 1951年3月： 旧制大阪府立淀川工業専門学校廃止。

## 校地
創立にあたって大阪市旭区橋寺町の大阪府立淀川工業学校（現大阪府立淀川工科高等学校）に併設され、廃止まで同校地を使用した。新制浪速大学発足後、1950年に浪速大学短期大学部第二部（夜間部）が設置された。同校は後に大阪市生野区に移転した。

## 歴代校長
- 校長事務取扱： 高岡正治 （1944年3月 - 1944年4月）

- 初代： 高岡正治 （1944年4月 - 1945年3月）
  - 校長事務取扱： 大石義雄 （1945年3月 - 1947年2月）
- 第2代： 大石義雄 （1947年2月 - 1948年7月） *元和歌山高等商業学校教授
- 第3代： 本野享 （1948年7月 - 1951年3月）

## 関連書籍
- 作道好男・作道克彦（編）　『大学の歴史 : 大阪府立大学工学部』　教育文化出版教育科学研究所、1982年7月。